# Corriol nevat
El corriol nevat (Anarhynchus nivosus) és una espècie d'ocell de la família dels caràdrids (Charadriidae), sovint considerat dins l'espècie Charadrius alexandrinus. Habita en Amèrica del Nord, a la costa del Pacífic des del sud de Washington fins al sud de Baixa Califòrnia, diferents zones de l'interior dels Estats Units i Mèxic, costa del Golf de Mèxic des de Florida fins a Nicaragua, Bahames i Antilles, i també a la costa del Pacífic del Perú i Xile.